# Neudorf (Neuseeland)
Neudorf war eine Siedlung in den Moutere Hills des Tasman District nahe Nelson, im Norden der Südinsel von Neuseeland.

## Geographie
Die Siedlung befand sich knapp 3 km nördlich von Upper Moutere und rund 23 km westlich von Nelson. Heute erinnern lediglich die Namen der Neudorf Rd, eine Landstraße, die westlich verlaufend vom Meuterer Hyw abzweigt und nach 11 km in Dovedale endet, die Neudorf Vineyards, eine 1978 gegründete Winzerei, Neudorf Hall, eine Bed & Breakfast-Unterkunft und Neudorf Dairy, ein Unternehmen, das Schafsmilch produziert.

## Geschichte
Um 1850 kehrten einige der verstreuten deutschen Siedler, die 1843 mit der Sankt Pauli und 1844 mit der Skjold nach Neuseeland kamen, nach Rückschlägen wie dem Wairau-Tumult, schweren Überflutungen im ein Jahr zuvor gegründeten Sankt Paulidorf und der Pleite der New Zealand Company, welche die Besiedelung des Gebietes gesponsert hatte, in die Gegend um das heutige Upper Moutere zurück. Zusammen mit anderen Neuankömmlingen aus Deutschland besiedelten sie das Gebiet. Sie gründeten das Dorf Sarau, welches 1915 in Upper Moutere umbenannt wurde, sowie die kleineren Siedlungen Rosental, heute Rosedale genannt und Neudorf.